# Vesioli (Kurgáninsk, Krasnodar)
Vesioli (del ruso: Веселый), es un posiólok del raión de Kurgáninsk del krai de Krasnodar, en Rusia. Está situado a orillas del río Kuksa, afluente del río Labá, que lo es del Kubán, en las llanuras de Kubán-Priazov, 8 km al norte de Kurgáninsk y 119 km al este de Krasnodar. Tenía 142 habitantes en 2010
Pertenece al municipio Mijáilovskoye.